# 柏原芳恵 THE BEST
『柏原芳恵 THE BEST』（かしわばらよしえ ザ・ベスト）は、1985年12月21日に発売された柏原芳恵のベスト・アルバム。

## 概要
デビューシングル「No.1」から23枚目のシングル「し・の・び・愛」までのA面曲を全て収録したベスト・アルバム（企画シングル「しあわせ音頭」、「よしえのクリスマス」は除く）。LPは2枚組になっている。
10枚目のシングル「あの場所から」のみシングルバージョンではなく、5枚目のアルバム『セブンティーン』収録のアルバムバージョンになっている。 
曲順はシングルのリリース順に収録されている。

## 収録曲

### LP

#### SIDE A(1枚目)
1. No.1
作詞・阿久悠　作曲・編曲：都倉俊一
  - デビュー・シングルA面曲。
2. 毎日がバレンタイン
作詞：阿久悠　作曲：川口真　編曲：木森敏之
  - 2枚目のシングルA面曲。
3. 㐧二章・くちづけ
作詞：阿久悠　作曲：大野克夫　編曲：後藤次利
  - 3枚目のシングルA面曲。
4. 乙女心何色?
作詞・作曲：近田春夫　編曲：後藤次利
  - 4枚目のシングルA面曲。
5. ガラスの夏
作詞：松田侑利子　作曲：網倉一也　編曲：若草恵
  - 5枚目のシングルA面曲。
6. めらんこりい白書
作詞：阿久悠　作曲：大野克夫　編曲：船山基紀
  - 6枚目のシングルA面曲。

#### SIDE B(1枚目)
1. ハロー・グッバイ
作詞：喜多条忠　作曲：小泉まさみ　編曲：竜崎孝路
  - 7枚目のシングルA面曲。
2. 恋人たちのキャフェテラス
作詞：三浦徳子　作曲：小泉まさみ　編曲：船山基紀
  - 8枚目のシングルA面曲。
3. 渚のシンデレラ
作詞・作曲：藤原いくろう　編曲：竜崎孝路
  - 9枚目のシングルA面曲。
4. あの場所から
作詞：山上路夫　作曲：筒美京平　編曲：大村雅朗
  - 10枚目のシングルA面曲。アルバム『セブンティーン』収録のアルバムバージョン。
5. 花梨
作詞・作曲：谷村新司　編曲：青木望
  - 11枚目のシングルA面曲。
6. 春なのに
作詞・作曲：中島みゆき　編曲：服部克久・J.サレックス
  - 12枚目のシングルA面曲。

#### SIDE A(2枚目)
1. ちょっとなら媚薬
作詞：阿木耀子　作曲：宇崎竜童　編曲：萩田光雄
  - 13枚目のシングルA面曲。
2. 夏模様
作詞：微美杏里　作曲：松尾一彦　編曲：萩田光雄
  - 14枚目のシングルA面曲。
3. タイニー・メモリー
作詞・作曲：松山千春　編曲：石川鷹彦
  - 15枚目のシングルA面曲。
4. カム・フラージュ
作詞・作曲：中島みゆき　編曲：萩田光雄
  - 16枚目のシングルA面曲。
5. ト・レ・モ・ロ
作詞：松本隆　作曲：筒美京平　編曲：船山基紀
  - 17枚目のシングルA面曲。
6. 悪戯NIGHT DOLL
作詞：銀色夏生　作曲：筒美京平　編曲：船山基紀
  - 18枚目のシングルA面曲。

#### SIDE B(2枚目)
1. 最愛
作詞・作曲：中島みゆき　編曲：倉田信雄
  - 19枚目のシングルA面曲。
2. ロンリー・カナリア
作詞・作曲：中島みゆき　編曲：梅垣達志
  - 20枚目のシングルA面曲。
3. 待ちくたびれてヨコハマ
作詞：荒木とよひさ　作曲：三木たかし　編曲：若草恵
  - 21枚目のシングルA面曲。
4. 太陽は知っている
作詞：松井五郎　作曲：松尾一彦　編曲：渡辺博也
  - 22枚目のシングルA面曲。
5. し・の・び・愛
作詞・作曲・高見沢俊彦　編曲：船山基紀
  - 23枚目のシングルA面曲。

### SIDE A
1. No.1
2. 毎日がバレンタイン
3. 㐧二章・くちづけ
4. 乙女心何色?
5. ガラスの夏
6. めらんこりい白書
7. ハロー・グッバイ
8. 恋人たちのキャフェテラス
9. 渚のシンデレラ
10. あの場所から
11. 花梨
12. 春なのに

### SIDE B
1. ちょっとなら媚薬
2. 夏模様
3. タイニー・メモリー
4. カム・フラージュ
5. ト・レ・モ・ロ
6. 悪戯NIGHT DOLL
7. 最愛
8. ロンリー・カナリア
9. 待ちくたびれてヨコハマ
10. 太陽は知っている
11. し・の・び・愛

## 参考資料
- 70-80年代アイドル・芸能・サブカル考察サイト Idol.ne.jp